# GSC6428-628
GSC6428-628 — хімічно пекулярна зоря спектрального класу A9, що має видиму зоряну величину в смузі V приблизно 11,8.